# Sangre y vino
Sangre y vino (Blood & Wine) es una película de 1996 dirigida por Bob Rafelson, producida por Jeremy Thomas y protagonizada por Jack Nicholson, Jennifer Lopez y Michael Caine.

## Sinopsis
Con su hijastro Jason, Alex Gates regenta una pequeña empresa de vinos de importación que abastece a la mayoría de los millonarios de un selecto barrio de Miami. Por motivos de trabajo, un día conoce a Gabriela, empleada doméstica de un acaudalado matrimonio que posee un valiosísimo collar de diamantes. Alex decide robar la joya y escapar de la ciudad con Gabriela, pero el destino le prepara una sorpresa que cambiará totalmente el curso de los acontecimientos.

## Comentarios
Bob Rafelson ha declarado que esta es la parte final de una trilogía informal que comenzó con Five Easy Pieces y continuó con El rey de Marvin Gardens. En las tres películas, Nicholson ha interpretado a hijo, hermano y padre. En este caso, Nicholson es un distribuidor de vinos rico que se ha distanciado de su esposa a razón de sus infidelidades, y de su hijastro por su negligencia hacia él. Después de robar un collar de diamantes con la ayuda de su cómplice, Víctor, un ladrón de cajas fuertes, las cosas empiezan a complicarse. Su mujer se dispone a interrumpir lo que cree otro de sus coqueteos de fin de semana, pero en realidad es su viaje a empeñar las joyas.(2)
"La pérdida de ritmo en varios momentos de la película la compensa Rafelson con momentos de tensión y sorpresa bien logrados" (Javier Angulo: Cinemanía)       
"Recomendable" (Fernando Morales: Diario El País) (3)
El ambicioso vendedor de vinos Alex Gates (Jack Nicholson), está metido en un asunto peligroso. Su negocio va de mal en peor, y para salir a flote ha planeado el robo de un collar de brillantes de un millón de dólares, perteneciente a uno de sus clientes. Para ello solicita la ayuda de un experto en desvalijar cajas fuertes, Victor Spanski (Michael Caine). El cebo ideal para tender la trampa al propietario del collar es una atractiva muchacha, Gabriella (Jennifer López), que trabaja como niñera. Pero las cosas se complican cuando la esposa de la víctima, interpretada por Judy Davis, y su receloso hijastro Jason (Stephen Dorff), se involucran en la trama. De esta manera, el golpe meticuloso y limpio de Alex se convierte en un desatino. 
Se trata de un atractivo thriller que cuenta con un brillante equipo de intérpretes. Michael Caine obtuvo por este trabajo la Concha de Plata al mejor actor en el Festival de San Sebastián. Tiene situaciones intrigantes, suspense y violencia, al más puro estilo del cine negro. Los aficionados al género quedarán satisfechos.(4)
Cada vez se evidencia más la permanencia del cine negro en la cinematografía norteamericana. Sin mucho esfuerzo podemos recordar muy buenos títulos que recientemente han revisitado este género, como Asuntos pendientes antes de morir, de Gary Fleder, Los Ángeles al desnudo, de Curtis Hanson, y Camino sin retorno, de Oliver Stone, esta última todavía fresca en nuestra memoria. 
A esta lista acaba de sumarse Sangre y vino (Blood and wine), la última película del director norteamericano Bob Rafelson, un filme que, en comparación con las antes mencionadas, es mucho más fiel al cine negro y sus características, y con un planteamiento y unos personajes más naturales, más crudos e intensos y sin ningún asomo de esos efectismos, ya formales o argumentales, a los que el cine de nuestros días tanto se está acostumbrando.
Bob & Jack. Bob Rafelson, obstinado y recio cineasta, ya había visitado los predios del cine negro en dos ocasiones con su escasa filmografía. Primero, con una erotizada y contundente versión del clásico de James M. Cain El cartero llama dos veces (1981), protagonizada por Jack Nicholson y Jessica Lange; y después, con La viuda negra (1986), contada sobre un esquema clásico, aunque también manejando la variable del erotismo.
La carrera de este veterano director, productor y guionista es bastante particular. Su filmografía, que se ha mantenido siempre en un buen nivel y está provista de algunas piezas memorables, como la vigorosa Las montañas de la luna (1990), apenas si llega a los diez títulos. Este reducido número se debe, en buena medida, a que es considerado un director “problema” en Hollywood, en especial después de que en 1979, durante el rodaje de Brubaker, incendiara el set tras la visita del productor ejecutivo. 
Después de estudiar filosofía, un área que raramente tiene alguna relación con el cine, empezó, como lo hacen casi todos los directores surgidos en las últimas décadas, en la televisión, y su primera película, titulada Head, la realizó en 1968 con la colaboración de un actor llamado Jack Nicholson, aún desconocido por aquel entonces. No es gratuito, entonces, que el nombre de este actor (que ahora es casi dios) esté presente en más de la mitad de los proyectos llevados a cabo por Rafelson y la más de las veces obteniendo muy buenos resultados. 
Sangre y vino es sin duda, además de una de sus películas más logradas, su mejor ejercicio a partir de este género que iniciara Dashiell Hammet escribiendo, John Huston Dirigiendo y Humphrey Bogart interpretando. Y es el mejor porque en él no recurre a manierismos estilísticos, no parodia ni imita y tampoco reflexiona sobre el género, sencillamente confía en su historia y en los elementos que la constituyen.
Y es que esta película nos cuenta una historia que, aunque es simple en comparación con las que se acostumbra en este género, está llena de posibilidades y cargada de intensidad: dos hombres roban un costoso collar de diamantes, el cual, por determinadas circunstancias, cae en manos de la esposa y el hijastro de uno de ellos, entonces se lanzan encarnizadamente a recuperarlo, sin importar lo que tengan que hacer para conseguirlo.
Codicia, odio y traición. El resultado de los hilos trenzados a partir de esta historia, es una película poco recomendable para quienes gustan del cine alegre y esperanzador, del cine de fórmulas y tramas predecibles, de ese cine que no muestra personajes sino estereotipos. Porque este es un filme que utiliza como resortes de las acciones y de los sentimientos de los implicados en ellas, la codicia, el odio y la traición. Por lo tanto, es un filme desprendido de cualquier sentimentalismo y más bien trágico y truculento, en el que todos, de alguna manera, salen perdiendo, como es la tradición del género.
A pesar de que Rafelson, según sus propias palabras, no pretendía abordar ningún género en particular, sino simplemente hacer una película sobre la desintegración de una familia,  las cosas le salieron por partida doble, pues al tiempo que contó una historia, aunque no con la estética, sí con los elementos, el tono y la narración propios del cine negro, logró describir, con todo el pesimismo que le fue posible, ese deterioro y enconamiento de las relaciones entre los personajes, pero no sólo las relaciones entre la familia, sino también entre los amantes, los amigos y los socios. La confianza en los demás deja de existir y se comienza a generar un ambiente de incertidumbre y soledad, un frustrado anhelo por el bienestar económico y afectivo, que como consecuencia de sus debilidades y ruindades, cada vez será menos posible.
Por otra parte, no se puede hablar de esta película sin hacer referencia a su inigualable reparto, el cual está encabezado por el Jack Nicholson de siempre (en referencia a su vieja relación con el director y al hecho de que ya se empieza a repetir) y por un inédito y versátil Michael Caine, quien supo hacer de su personaje, sin ser el protagonista, el elemento con más fuerza de todo el filme, una patética personificación de un hombre fuerte de carácter pero débil de salud, uno de esos perdedores tan característicos del género, pero dimensionado por una impecable interpretación. Y junto a ellos, con actuaciones no menos certeras, encontramos a Judy Davis, Stephen Dorff y la muy de moda Jennifer López.
Con estos cinco actores, una historia sencilla, un guion bien construido y un presupuesto poco más que modesto, Bob Rafelson realizó una de las piezas más cáusticas y maduras de la historia reciente del cine negro; ese género territorio de fracasados, mujeres fatales y antihéroes, donde el crimen y el latrocinio son los puntos de partida de todas esas historias que nunca han conocido un happy end.(5)
Película roja como la sangre y negra como la muerte que con una retranca más que considerable presenta a una serie de personajes metidos en un lío de padre y muy señor mío a cuenta de un robo bastante chapucero.
En sí es un thriller rodado con suma habilidad por el astuto Rafelson, que sin crear nada espectacular, sabe perfectamente lo que se hace y con unas dosis de humor negro, acción, persecución y sensualidad fabrica una película artesanalmente irreprochable salvo en su flagrante falta de imaginación y pretensiones.
Buenas actuaciones de un Nicholson en su salsa y de una dignísima Judy Davis y presentación de la entonces promesa Jennifer López ganándose las lentejas como chacha latina, que eran los personajes que le caían por aquel entonces.
El balance general es bueno, y aunque no le cambiará la vida a nadie, es una buena opción para una noche aburrida.(6)